# Rassegna economica
La Rassegna economica è una rivista scientifica nata nel 1931 su volontà del Banco di Napoli per diffondere la cultura economica. La rivista ha carattere internazionale e tratta temi di economia con particolare riferimento al Mezzogiorno.
Direttori della rivista sono stati nel tempo gli economisti Epicarmo Corbino, Giuseppe di Nardi, Giuseppe Palomba, Carlo Pace.
L'Associazione Studi e Ricerche per il Mezzogiorno, che ha avuto origine dall'Ufficio Studi del Banco di Napoli, oggi cura la pubblicazione della rivista.